# Saint-Médard (Charente-Maritime)
Saint-Médard – miejscowość i gmina we Francji, w regionie Nowa Akwitania, w departamencie Charente-Maritime.
Według danych na rok 1990 gminę zamieszkiwało 48 osób, a gęstość zaludnienia wynosiła 13 osób/km² (wśród 1467 gmin regionu Poitou-Charentes Saint-Médard plasuje się na 920. miejscu pod względem liczby ludności, natomiast pod względem powierzchni na miejscu 1115.).